# Tobias Seiler

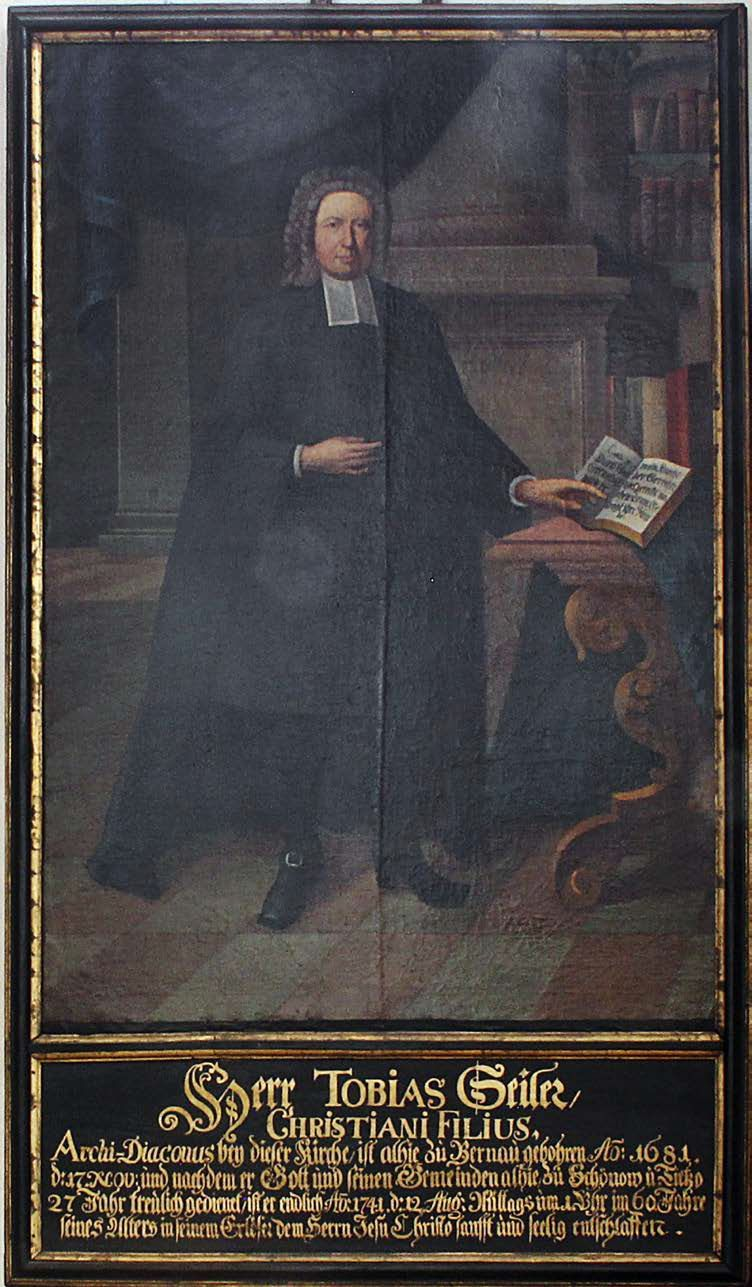
Gemälde in der Pfarrkirche

Tobias Seiler (* 17. November 1681 in Bernau bei Berlin; † 12. August 1741 ebenda) war ein deutscher Theologe und Chronist.
Seiler besuchte in Bernau bis 1698 die Schule. In Leipzig studierte er von 1702 bis 1706 Theologie. Ab 1720 wohnte er wieder in Bernau und verfasste dort die Chronik der Stadt. Das Original der siebenbändigen Stadtchronik befindet sich in der Handschriftenabteilung der deutschen Staatsbibliothek, eine Kopie im Bernauer Museum. In seinem Geburtsort tragen auch eine Straße und eine Schule seinen Namen.

## Werke
- Beschreibung der Königlichen und Kurfürstlichen Brandenburgischen mittelmärkischen Stadt Bernau, 1720–1736 (die Bernauer Stadtchronik). Abschrift von 1839 in der Staatsbibliothek Berlin Ms. boruss. fol. 713 Digitalisat
- Chronik der Stadt Bernau, 1736, Übertragung der handschriftlichen Fassung von Karl Bülow, HG Eduard von Bülow, Bernau 1995. Standort Freie Universität Berlin